# Régat
Régat is een gemeente in het Franse departement Ariège (regio Occitanie) en telt 79 inwoners (2009). De plaats maakt deel uit van het arrondissement Pamiers.

## Geografie
De oppervlakte van Régat bedraagt 2,2 km², de bevolkingsdichtheid is dus 35,9 inwoners per km².
De onderstaande kaart toont de ligging van Régat met de belangrijkste infrastructuur en aangrenzende gemeenten.

## Demografie
Onderstaande figuur toont het verloop van het inwonertal (bron: INSEE-tellingen).

Vanwege een beveiligingsprobleem met de MediaWiki Graph-software is het momenteel niet mogelijk deze grafiek weer te geven. Zodra de software is bijgewerkt zal de grafiek vanzelf weer zichtbaar worden.